# Västerfjärden (Hammarland, Åland)
Västerfjärden är en fjärd i Åland (Finland). Den ligger i den nordvästra delen av landskapet, 27 km norr om huvudstaden Mariehamn.